# Theopea louwerensi
Theopea louwerensi es una especie de insecto coleóptero de la familia Chrysomelidae.
Fue descrita científicamente en 1951 por Jolivet.